# Orden der Hasenritter
Der Orden der Hasenritter (englisch Knights of the Hare) war ein englischer weltlicher Ritterorden. Er gehört zu den kuriosen Orden und wurde 1338 angeblich von König Eduard III. gestiftet. 
In einer Schlacht während des Hundertjährigen Krieges standen sich die Engländer unter Eduard III. und die Franzosen unter der Führung von Philippe de Valois gegenüber. Aus den Reihen der Franzosen flüchtete ein Hase auf das Schlachtfeld. Von den Franzosen wurde das mit lautem Gebrüll begleitet. Auf englischer Seite fasste man dies als Zeichen des Angriffs auf. Daraufhin ernannte dort der Lord von Hainault vierzehn Mann zu Rittern. Allerdings blieb der Angriff aus und die Ritter wurden daraufhin Hasenritter genannt. Einen dauerhaften Orden dieses Namens hat es indes wahrscheinlich nicht gegeben.